# Camera dei pari (Francia)
La Camera dei pari fu la camera alta del sistema parlamentare francese post-rivoluzionario, corrispondente alla Camera dei lord nel Regno Unito. 

Venne creata ex nihilo nel 1814 con la restaurazione costituzionale di Luigi XVIII di Francia e venne soppressa nel 1848, allorché fu sostituita dall'Assemblea nazionale costituente della Seconda Repubblica francese senza venire mai più ricostituita. Durante il Secondo Impero francese questa camera assumerà il nome di Senato. 
Il titolo di "Pari di Francia" applicato ai membri di questa Camera non va confuso con quello di Pari di Francia nell' Ancien Régime.

## Storia
La Camera dei Pari venne istituita dalla Carta francese del 1814. Il 31 maggio 1814, infatti, gli alleati vincitori entrarono a Parigi e decisero di richiamare al trono di Francia i Borbone, invitarono pertanto il Senato napoleonico a nominare un governo provvisorio con l'incarico di stilare una nuova costituzione. Il Senato, dunque, approvò la caduta di Napoleone e proclamò re Luigi XVIII.
Luigi XVIII, in questo particolare frangente storico, si trovò a dover cedere il passo ad un'idea più democratica di monarchia rispetto a quanto avesse fatto il suo predecessore Luigi XVI. La nuova costituzione, infatti, abolì l'ascesa del nuovo sovrano "per grazia di Dio", limitandone comunque i poteri al rispetto della carta costituzionale e delle istituzioni statali che erano espressioni del popolo francese.
Per quanto fosse necessario creare due camere di governo, l'istituzione della camera dei Pari non fu però un semplice retaggio di quello che era l'ancien régime, ma un vero connubio tra la vecchia nobiltà pre-rivoluzionaria (che si aspettava ora col ritorno al potere dei Borboni una ripresa del proprio status) e la nuova nobiltà creata durante il periodo napoleonico che era espressione di una borghesia che aveva reso un grande servigio alla Francia.

### La composizione della prima Camera dei pari
La Camera dei Pari istituita sotto Luigi XVIII era espressione chiara della monarchia restaurata ed era l'organo per eccellenza che rappresentava la nobiltà francese. L'aristocrazia veniva in questa istituzione legata strettamente al re dal quale dipendeva la concessione dei titoli e i relativi benefici, ma nel contempo il sovrano si assicurava un numero sempre maggiore di alleati a sostegno della propria causa.
Il 13 agosto 1815 Luigi XVIII stabilì che gli appartenenti alla camera dei Pari dovessero considerarsi a vita e la dignità di pari era concessa per via ereditaria maschile su base di primogenitura. Con un'ordinanza del 25 agosto 1817, il re stabilì inoltre che l'accesso alla camera dei pari di Francia era a discrezione del sovrano ad eccezione dei pari ecclesiastici che vi accedevano automaticamente se la loro sede ne consentiva l'accesso.

### La Camera dei pari dopo la rivoluzione del 1830
Con la Rivoluzione di luglio del 1830 e l'abdicazione di Carlo X a favore dell'Orleans Luigi Filippo, la camera dei Pari continuò ad esistere pur in una forma mutata: essa divenne l'espressione della grande borghesia nobilitata dalla monarchia e vennero pertanto aboliti alcuni privilegi che erano stati reintrodotti dalla restaurazione in Francia. Venne ad esempio abolita l'ereditarietà della carica, il re non poteva più scegliere liberamente chi inserire all'interno di tale camera e venne stabilito che le sedute si svolgessero come riunioni pubbliche.
Ovviamente la rivoluzione del 1830 diede un maggiore impulso alla Camera dei Deputati francese secondo la visione della nuova monarchia degli Orleans, atterrando le divergenze tra le due camere e rendendole di fatto due elementi necessari l'uno all'altro ma con eguali diritti.
Le molte discussioni che si originarono da questa svolta, portarono infine ad un accordo tra tradizionalisti e progressisti che stabilì dei canoni di ingresso specifici per la Camera dei pari. Potevano essere ammessi:
- Coloro che ricoprono alte funzioni amministrative
- Coloro che ricoprono alte funzioni giudiziarie
- Coloro che hanno elevate garanzie di capacità intellettuali e si siano distinti nei campi della cultura e delle arti
- Coloro che pagano almeno 3000 franchi di imposte dirette

## Funzioni
La Carta del 1830, pur modificando la composizione della camera dei Pari, non andò ad intaccare i suoi poteri che rimasero perlopiù inalterati dalla sua istituzione.
Difatti la funzione di entrambe le camere di governo sino al 1830 era quella di accogliere e discutere i provvedimenti e le iniziative provenienti dal consiglio di stato del re. Quando però il re, dopo il 1830, decise di abbandonare l'uso esclusivo dell'iniziativa, questa iniziò a provenire sempre più dalle due camere in maniera diversificata.
Il 1830 influì negativamente sul ruolo della camera dei Pari nella discussione delle leggi tributarie in quanto si stabilì che queste dovessero prima essere indirizzate alla camera dei deputati e poi a quella dei pari per un'ulteriore discussione dopo che la prima camera aveva già espresso un proprio parere in materia. L'unico diritto riconosciuto ai pari fu quello di emendamento o di "rimostranza" col quale essi potevano proporre delle modifiche costruttive a quanto varato dalla camera dei deputati che comunque aveva l'ultima parola.
Il punto focale attorno al quale però ruotava l'attività della Camera dei pari erano invece le questioni spettanti all'Alta Corte di Giustizia francese, competente nei reati compiuti da ministri, da altri pari di Francia, per crimini di alto tradimento o contro la sicurezza dello stato. Esempi famosi di giudizi della camera dei Pari furono in merito alla condotta del generale Ney, ai ministri di Carlo X, agli insorti del 1835 ed agli autori degli attacchi contro Luigi Filippo di Francia.

## Membri notabili

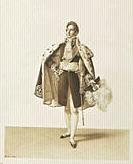
François-Joseph Heim (1787–1865), Incoronazione di Carlo X, un pari di Francia
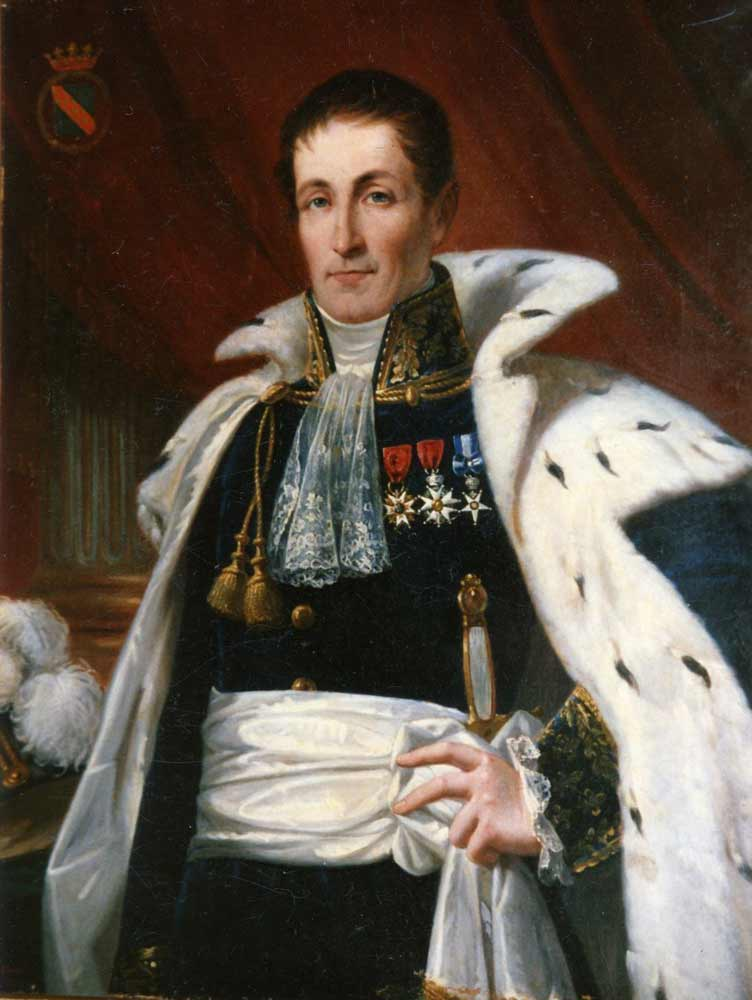
Ritratto di Louis de La Forest Divonne (1765-1838) in tenuta di pari di Francia.
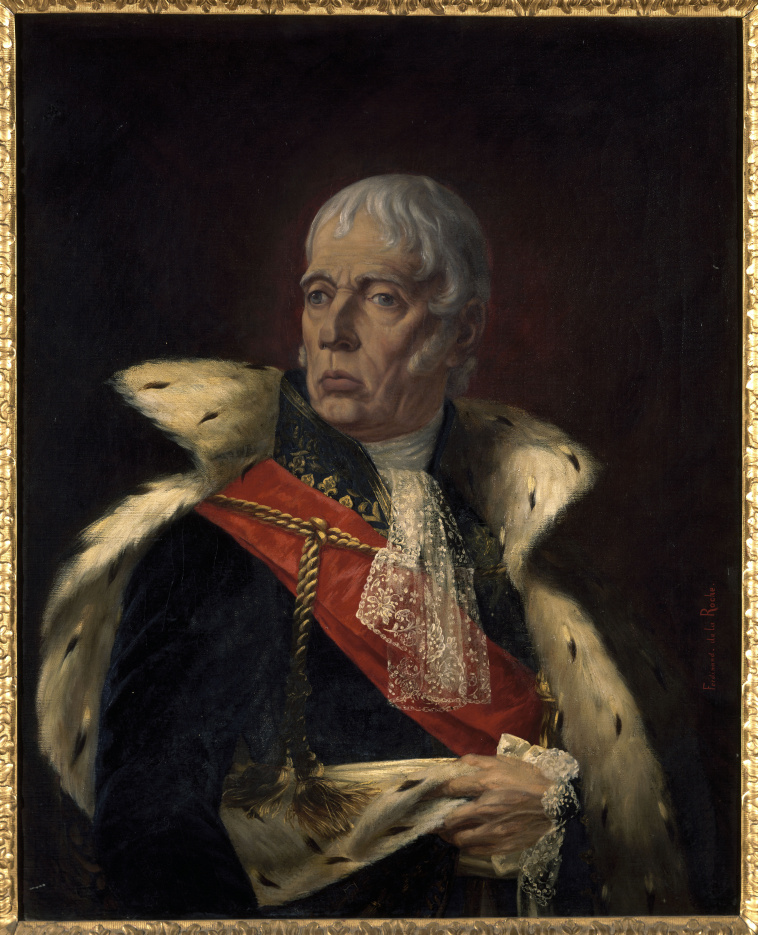
Ferdinand de Laroche, Conte François-Marie d'Aboville in tenuta da pari di Francia
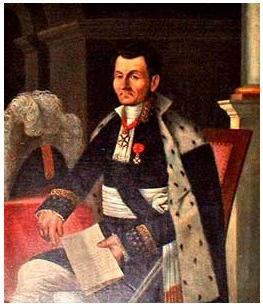
Claude-Pierre Dellay d'Agier
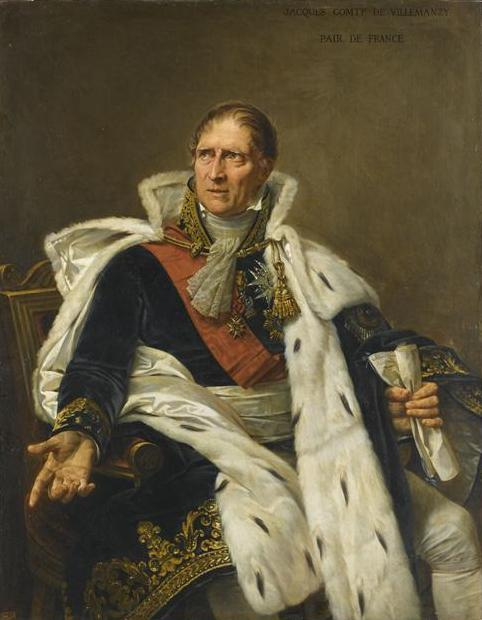
Antoine-Jean Gros, Generale Pierre-Jacques Orillard de Villemanzy
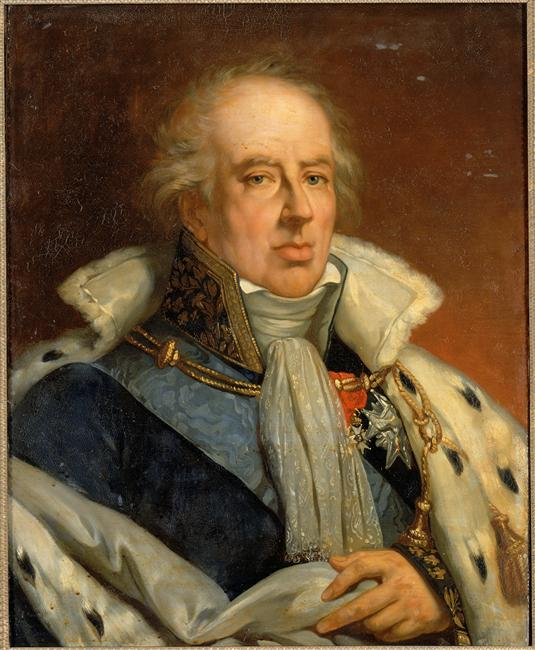
François XII de La Rochefoucauld (1747-1827)
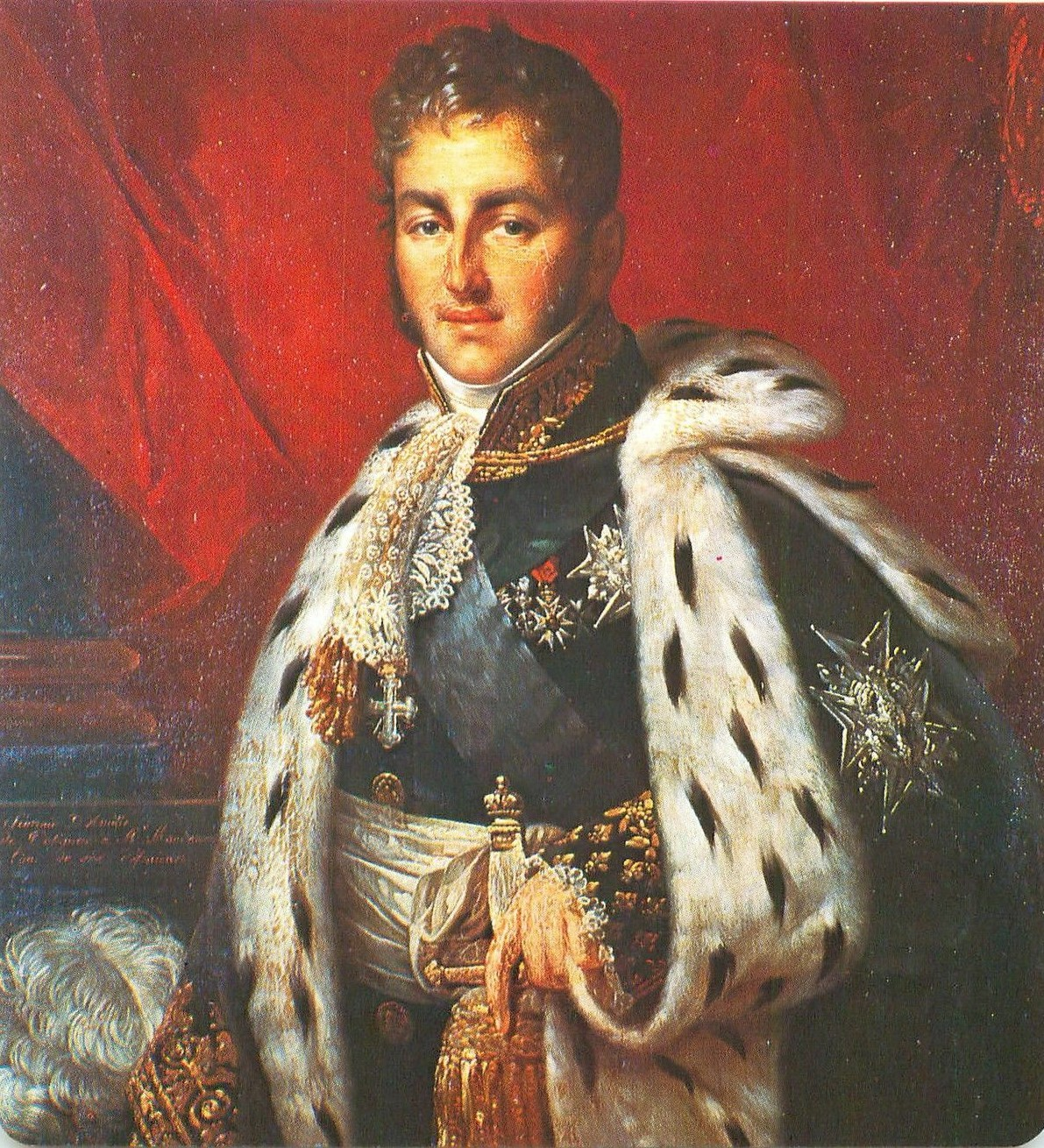
Jules Auguste Armand Marie, principe di Polignac (1780-1847)
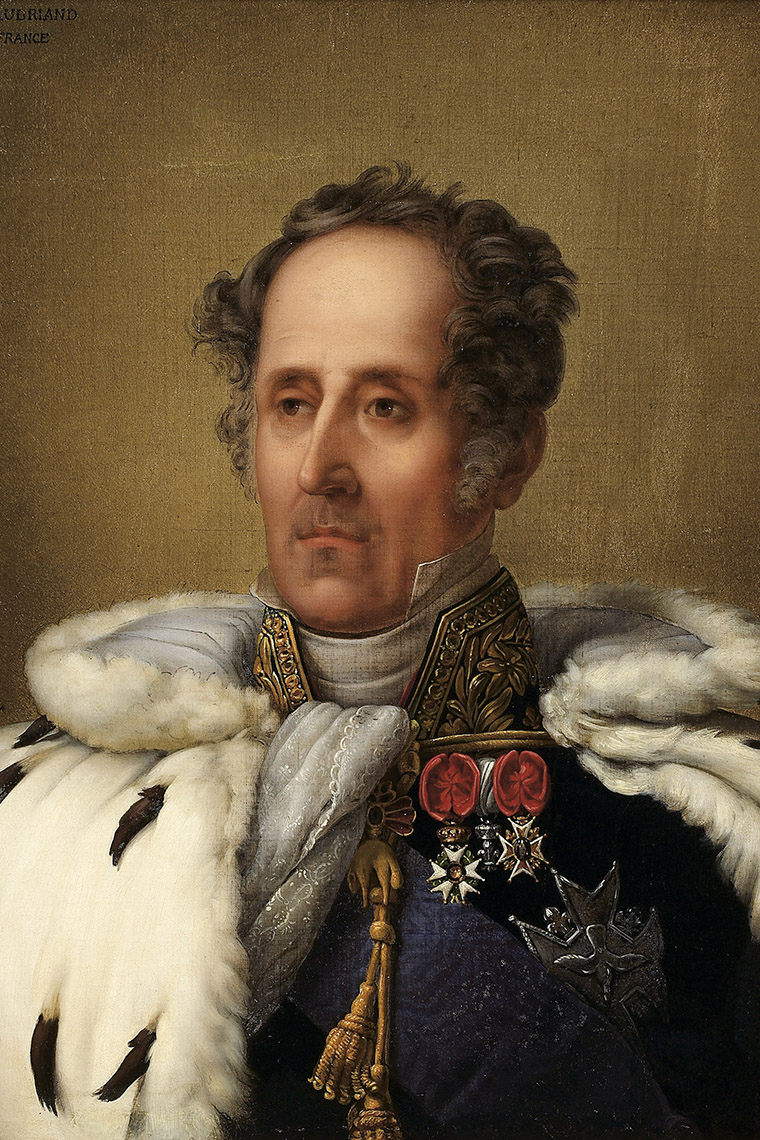
Pierre Louis Delaval, Ritratto di François-René, visconte di Chateaubriand (1768-1848)
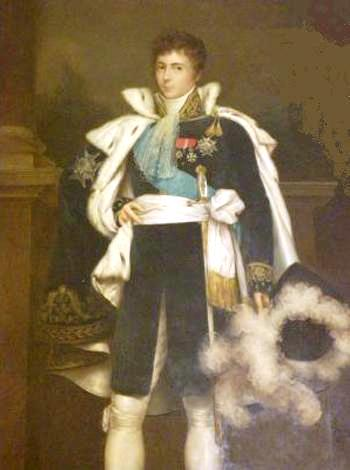
Anne-Victor-Denis Hurault (1767-1843), VII marchese di Vibraye, pari di Francia
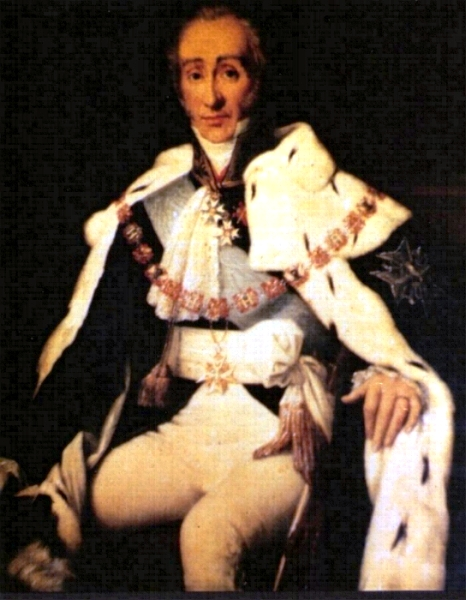
Louis Charles Pierre Bonaventure, conte di Mesnard (1769-1842), pari di Francia
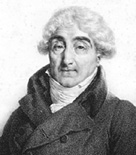
Raymond de Sèze
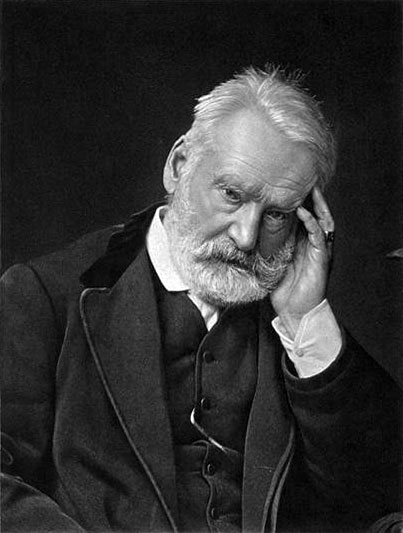
Victor Hugo     Nominato Pari di Francia dal re Luigi Filippo d'Orléans (1845-1848)